# براينت دونستون
براينت دونستون (بالإنجليزية: Bryant Dunston)‏ مواليد 28 مايو 1986 في كنتاكي، هو لاعب كرة سلة أمريكي. بدأ مسيرته الاحترافية في سنة 2008. يلعب مع نادي أنادولو إفيس لكرة السلة كلاعب وسط. يحمل الرقم 42. يبلغ طوله 6 قدم 8 بوصة (2.0 م).

## المسيرة الاحترافية
لعب مع أولسان موبيس فوبوس من سنة 2008 إلى 2010، ثم لعب مع نادي أريس لكرة السلة في موسم 2010–2011، ثم لعب مع بالاكانسترو فاريزي في الدوري الإيطالي في موسم 2012–2013، ثم لعب مع نادي أولمبياكوس لكرة السلة من سنة 2013 إلى 2015، ثم لعب مع نادي أنادولو إفيس لكرة السلة في سنة 2015.

## الإنجازات
- كأس القارات لكرة السلة : 2013
- الدوري اليوناني لكرة السلة : 2015

## إحصائيات المسيرة
|  | تصدر الدوري |

### الدوري الأوروبي
| السنة                                | الفريق                       | لعب | بدأ | دقيقة | ميداني% | ثلاثية | حرة  | ارتداد | صنع | استلاب | تصدي | نقطة | أداء |
| ------------------------------------ | ---------------------------- | --- | --- | ----- | ------- | ------ | ---- | ------ | --- | ------ | ---- | ---- | ---- |
| الدوري الأوروبي لكرة السلة 2013-2014 | نادي أولمبياكوس لكرة السلة   | 29  | 21  | 24.7  | .670    | .000   | .566 | 5.3    | 1.0 | 1.1    | 1.3  | 10.3 | 15.0 |
| 2014–15                              | نادي أولمبياكوس لكرة السلة   | 29  | 25  | 19.4  | .543    | .000   | .618 | 4.4    | .6  | .8     | 1.1  | 7.1  | 9.0  |
| 2015–16                              | نادي أنادولو إفيس لكرة السلة | 24  | 15  | 21.0  | .604    | .000   | .655 | 5.0    | .8  | .5     | 1.1  | 7.9  | 11.5 |
| المسيرة                              |                              | 82  | 61  | 21.7  | .610    | .000   | .609 | 4.9    | .8  | .9     | 1.2  | 8.5  | 11.9 |

## روابط خارجية
- براينت دونستون على موقع الاتحاد الدولي لكرة السلة (الإنجليزية)
- براينت دونستون على موقع الدوري الأوروبي لكرة السلة (الإنجليزية)
- براينت دونستون على موقع سبورتس رفرنس (الإنجليزية)
- براينت دونستون على موقع كرة السلة الأوروبية.كوم (الإنجليزية)
- براينت دونستون على موقع DraftExpress.com (الإنجليزية)
- براينت دونستون على موقع كلية كرة السلة في سبورتس رفرنس.كوم (الإنجليزية)
- براينت دونستون على موقع ريلجم (الإنجليزية)
- براينت دونستون على موقع بروبوليرز (الإنجليزية)
- براينت دونستون على موقع سبورتس رفرنس (الإنجليزية)